# Hapalopeza periyara
Hapalopeza periyara är en bönsyrseart som beskrevs av Mukherjee och Hazra 1985. Hapalopeza periyara ingår i släktet Hapalopeza och familjen Iridopterygidae. Inga underarter finns listade i Catalogue of Life.